# Dorico (software)
Dorico é um editor de partitura; junto ao Finale e ao Sibelius, é um dos três principais softwares de notação musical de nível profissional.
É desenvolvido pela empresa Steinberg, que contratou a maior parte da equipe original de desenvolvimento do competidor Sibelius depois que foram demitidos em 2012 durante uma reestruturação pela desenvolvedora do Sibelius, Avid.

## História
O projeto foi revelado no dia 20 de fevereiro de 2013 no blog Making Notes, e o software teve seu lançamento inicial no dia 19 de outubro de 2016.
O nome do programa, Dorico, foi revelado no mesmo blog no dia 17 de maio de 2016. O nome honra o tipógrafo italiano Valerio Dorico (1500 - c. 1565), que imprensou as primeiras edições de músicas sagradas por Giovanni Pierluigi da Palestrina e Giovanni Animuccia.
A versão para iPad foi lançada no dia 28 de julho de 2021; foi o primeiro grande software de notação musical a ser lançado em uma plataforma móvel.